# Industrialisierung der Stadt Brugg
Lange Zeit war die Stadt Brugg handwerklich geprägt und verhältnismässig spät setzte die Industrialisierung ein, die dafür umso schneller Fahrt aufnahm und die Stadt zu einem wichtigen Wirtschaftsstandort im Kanton Aargau machte.

## Ausgangslage
Während Jahrhunderten bildeten Handwerk und Kleingewerbe die Existenzgrundlage der Brugger Bevölkerung. In der ersten Hälfte des 19. Jahrhunderts zählte die Stadt rund 1000 Einwohner. Die meisten arbeiteten in eigenen Kleinbetrieben, beispielsweise als Metzger, Bäcker, Gastwirte, Wagner, Schmiede und Fuhrleute. Während in Aarau bereits 1810 eine Spinnerei gebaut wurde, welche über 3000 Menschen Arbeit bot, war Brugg zu dieser Zeit noch sehr ländlich geprägt. Auch in Windisch und Turgi wurden 1826 bis 1829 Fabrikgebäude errichtet. Rund um Brugg ging die Industrialisierung also schnell voran. Doch in Brugg selbst regte sich nichts. Weder Stadtregierung noch Bürger hatten Interesse an der Industrie. Eine Haupteinnahmequelle war der rege Durchgangsverkehr über den Bözbergpass, von dem viele Berufszweige profitierten. Um den Verkehr zu fördern, wurden ab den 1820er Jahren die meisten Türme und Tore der Stadtbefestigung abgebrochen.
An der Eisenbahn zeigte in Brugg zunächst niemand Interesse. Zwar befasste sich 1855 eine Kommission mit dem Bau einer Bözbergbahn. Dieses Projekt wurde jedoch schnell wieder fallengelassen – auch, weil es eine Konkurrenz zum florierenden Strassenverkehr über den Bözberg darstellte. 1856 kam Brugg dann doch noch zu einer Eisenbahnverbindung. Die Schweizerische Nordostbahn verlängerte die Strecke Zürich–Baden (die so genannte «Spanischbrötlibahn») nach Brugg. Obwohl der Bahnhof auf Windischer Gebiet erbaut wurde, nannte man ihn Bahnhof Brugg, da Windisch zu wenig bekannt war. Windisch verlangte, dass der Bahnhof «Windisch bei Brugg» heissen sollte, was jedoch abgelehnt wurde. Später verkaufte Windisch das Bahnhofgebiet an Brugg. Mit der Eisenbahn brach jedoch der Verkehr über den Bözberg ein und so verloren die Gastwirte und Fuhrleute ihr Einkommen. Die städtische Wirtschaft geriet ins Stocken, neue Rezepte waren gefordert. Ein erstes Fabrikprojekt im Freudenstein, unweit der Stadt, scheiterte am Widerstand der Bürger. Sie erachteten Fabrikarbeiter als Fremdkörper in der bisherigen Handwerker- und Gewerbestadt.

## Aufkommen der Industrie
Ein Schlüsselereignis, welches die Industrialisierung in Brugg gefördert hat, war die Einführung der Elektrizität. Am 12. November 1892 leuchteten zum ersten Mal auf den Strassen und im Haushalt die elektrischen Lampen. Möglich machte dies das Kraftwerk Brugg, das erste gemeindeeigene Elektrizitätswerk im Kanton Aargau.
In den folgenden Jahren liessen sich zahlreiche Industrien in Brugg nieder:
- Maschinenfabrik Weber (später Müller & Co.) im Schorrer (1893)
- Seidenweberei Bodmer im Paradies und Fierz an der Seidenstrasse (1893)
- Kabelwerke Brugg an der Industriestrasse (1896)
- Firma Wartmann im Langacker (1896)
- Valette & Cie im Langacker (1869)
- Eisengiesserei Finsterwald in Windisch/Brugg (1911)[4]

Dies führte zum starken Wachstum der Bevölkerung. Von 1888 bis 1900 stieg die Zahl der Einwohner von 1585 auf 2345. Dies entspricht einer Zunahme um 48 Prozent. Neue Wohnquartiere entstanden im Gebiet der Bodenackerstrasse und der Chemischen Fabrik an der Habsburgerstrasse. Umliegende Gemeinden wie zum Beispiel Windisch, Altenburg, Umiken und Lauffohr profitierten ebenfalls von der Industrialisierung. Auch ihre Bevölkerung nahm rasch zu.
Auf der Suche nach Arbeit kamen von 1872 bis 1875 vor allem Menschen aus dem Ausland nach Brugg. Darunter waren Italiener aus Norditalien und Südtirol sowie Russen, die zum Grossteil in der Maschinenfabrik und in der Giesserei eine Stelle fanden. Weibliche Beschäftigte traf man vor allem in der Bekleidungsindustrie an, in der sie ihren Verdienst auch mit Heimarbeit fanden. Später führte der Aufschwung von Firmen der Maschinenindustrie zu einem reduzierten Anteil an Arbeiterinnen.
Ein anderes Merkmal war der Lohnunterschied: Frauen und Kinder erhielten einen niedrigeren Lohn als ihre männliche Mitarbeiter. Der Lohn wurde erst durch Streiks und Androhungen verbessert. 1877 regelte das eidgenössische Fabrikgesetz, dass die Arbeitszeit der Erwachsenen auf elf Stunden pro Tag beschränkt wird. Kinderarbeit wurde durch die Einführung des Fabrikpolizeigesetzes (1862) unter Kontrolle gebracht: Die Arbeit von Kindern unter 13 Jahren war nun verboten. Unter 16-Jährige durften nur zwölf Stunden arbeiten.

## Niedergang
Die Nachkriegskrise hinterliess Spuren: 1921 zählte die Fabrikstatistik 21 Betriebe mit gerade noch 692 Beschäftigten. Bereits 1924 nahm die Beschäftigung um 30 Prozent zu. Dieser Aufschwung ging weiter bis 1929. Die Beschäftigungszahlen von 1929 wurden erst 1945 wieder überschritten. Die 1930 einsetzende Weltwirtschaftskrise schlug sich auch in Brugg nieder. Jahr für Jahr verloren mehr Menschen ihren Arbeitsplatz. Vor allem die Metallindustrie und die Maschinenindustrie waren in erster Linie betroffen. Von 1929 bis 1936 musste Brugg einen Beschäftigungsrückgang von 38 Prozent verkraften. Es wurden 543 Arbeitsplätze in diesen Jahren abgebaut.
In der Zeit der Industrialisierung beklagten sich die Bewohner der Stadt Brugg über den Lärm, Rauch und Russ sowie Erschütterungen in den Wohnquartieren. Die Bewohner kämpften vor Gericht für ihre Wohnqualität. Gleichzeitig war es für die Betriebe schwierig, Rohstoffe zu bekommen, weil sie entweder nicht mehr erhältlich oder zu teuer waren. So schlossen sich mehrere Betriebe zusammen oder gaben die Produktion ganz auf. Aus diesen Gründen zogen die Industrien in Richtung Birrfeld. Nur wenige Firmen aus der «Gründerzeit» vom Ende des 19. Jahrhunderts bis zum Ersten Weltkrieg existieren bis heute, beispielsweise die Kabelwerke Brugg. Andere Unternehmer aus der Anfangszeit der Brugger Industrie wandelten ihre Besitzerstruktur. Die Firma «Hunziker Baustoffe AG» wurde 1997 an die Vigier-Gruppe verkauft, die 130 Arbeitsplätze blieben aber erhalten.